# Ляликов, Дмитрий Николаевич
Дми́трий Никола́евич Ля́ликов (1928, Мытищи — 1988, там же) — советский библиограф. Кандидат географических наук. Сын географа Николая Ляликова.

## Биография
Окончил Московский государственный педагогический институт имени Ленина. 
С 1970 г. сотрудник ИНИОН АН СССР. 
Ляликов был дружен с поэтом Сергеем Чудаковым, значительный корпус стихов которого был обнаружен в его личном архиве и послужил основой для посмертной книги Чудакова «Колёр локаль».

## Научная деятельность
Ляликов известен преимущественно как один из специалистов, которым было разрешено в советское время писать о фрейдизме. Ему, в частности, принадлежат статьи «Психоанализ», «Фрейд», «Фрейдизм», «Неофрейдизм» в «Философской энциклопедии» (1967—1970), статья «Психоанализ» в третьем издании Большой советской энциклопедии (том 21, 1975, совместно с М. Н. Эпштейном), а также вышедшая отдельным изданием работа «Психоанализ и проблемы современного буржуазного общества» (1985). Посмертно опубликован сборник работ Ляликова «Работы по философии, психологии, культуре» (1991).

## Отзывы
По воспоминаниям его коллеги Якова Бергера,

Дмитрий Николаевич собрал у себя дома в Мытищах, где родился и умер, блестящую библиотеку, включавшую все труды Фрейда в оригинале. Очень скромный человек с огромной эрудицией, к сожалению, скончался довольно рано, сражённый традиционной русской болезнью. Его изложение весьма сложных и трудных для понимания текстов поражает кристальной ясностью.

Как «замечательного учёного-эрудита, в какой-то мере автодидакта и тоже в своём роде маргинала» характеризует Ляликова Ирина Роднянская.